# Султангази
„Султангази“ (на турски: Sultangazi) е община и околия на град Истанбул, Турция. Разположена е в Европейската част на Турция. Общата ѝ площ е 49 км2. Според данни на Адресната система за регистриране на населението (ABPRS) към 2024 г. населението на „Султангази“ е 532 601 жители.

## Квартали
Околията е съставена от 15 квартала:
- „50-а година“
- „75-а година“
- „Гази“
- „Джебеджи“
- „Джумхуриет“
- „Есентепе“
- „Ески Хабиплер“
- „Зюбейде ханъм“
- „Исмет паша“
- „Малкочоглу“
- „Султанчифтлиги“
- „Угур Мумджу“
- „Хабиблер“
- „Юнус Емре“
- „Яйла“